# Tom Risdahl Jensen
Tom Risdahl Jensen (født 28. september 1947 i Hjørring) er en dansk diplomat. Han er uddannet som cand.scient.pol. og cand.mag. fra Aarhus Universitet.
Han blev ansat i Udenrigsministeriet i 1977. 1981-1984 var han 1. ambassadesekretær ved Danmarks Faste Repræsentation ved EU og 1988-1992 økonomisk rådgiver ved ambassaden i Bonn, Tyskland.
1992-1997 var han kontorchef for Europapolitik i Udenrigsministeriet og 1997-2001 viceudenrigsråd (centerchef) for Europapolitik og Handelspolitik.
Tom Risdahl Jensen var Danmarks ambassadør i London 2001-2006, ambassadør i Stockholm 2006-2010 og ambassadør i Moskva 2010-2013, tillige sideakkrediteret som Danmarks ambassadør i Hviderusland, Kasakhstan, Usbekistan, Turkmenistan, Tadjikistan og Kirgisistan.
Tom Risdahl Jensen er gift med cand.scient.pol. Helle Bundgaard.
Udmærkelser: Kommandør af 1. grad af Dannebrog, Store Fortjenstorden (Tyskland) og Nordstjerneordenen(Sverige).